# Юзеф Забелло
Юзеф Забелло (пол. Józef Zabiełło, 1750 — 9 травня 1794) — державний і військовий діяч Великого князівства Литовського, польний гетьман литовський (1793—1794), ловчий великий литовський з 1775 року, депутат від жемайтійського староства на Чотирирічний сейм, генерал-лейтенант війська литовського, в 1782—1784 роках депутат Постійної Ради, маршалок Тарговицької конфедерації в Литві староста тельшецький. Російський ставленик і агент російського впливу в Литві.

## Біографія

Герб Сокира

Син Антонія Забелло, маршалка ковенського, ловчого великого литовського, двоюрідний брат Міхала Забелло, родич Косаківських і Прозорових. Через дружину поріднився з Станіславом Августом Понятовським — був його підкоморієм і близьким придворним.
У 1764 році підписав елекційні списки за обрання королем Станіслава Августа Понятовського. Командував кавалерійським реґіментом в бригаді генерала Людвіка Трокіна. Підписав Конституцію 3 травня. Брав участь у російсько-польській війні 1792 року під командуванням свого брата Михайла. Будучи генерал-майором, продемонстрував некомпетентність і відсутність елементарних військових знань, підозрювався у зраді. Після вступу російських військ відразу ж прилучився до Тарговицької конфедерації і був підвищений до генерал-лейтенанта.
На прохання посла Росії Якова Сіверса отримав звання маршалка Торговицької конфедерації в Литві. Як нагороду, 15 червня 1793 отримав звання польного гетьмана литовського. Виконував програму великого гетьмана литовського Симона Мартина Косаківського по скороченню литовських військ і їх приєднанню до російської армії.
Після перемоги повстання Костюшка у Варшаві в посольстві Росії були захоплені документи, що свідчили, що Забелло отримував платню від росіян. 9 травня 1794 за рішенням Ради тимчасової заміни Юзеф Забелло разом з великим гетьманом коронним Пйотром Ожаровським, єпископом Юзефом Косаківським, Симоном Мартином Косаківським і маршалком Анквічем був засуджений до смерті через повішення.
Після смерті Юзефа Забелло його родина не була забута російською владою: у спадкове володіння їм були передані тельшайське і вількійське староства з усіма землями за винятком міста Тельше і його передмість.

## Нагороди
Нагороджений Орденом Білого Орла, в 1777 — Орденом Святого Станіслава.

## Сім'я
- Батько — Антоній Забелло (1710—1776).
- Мати — Софія Щит (1720 — ?) Герба Ястшембець.
- Дружина — Маріанна Соболевська (? — 1818).
- Син — Генріх Казимир Забелло (1785—1850), був одружений з Габріелою Гутаковською (? — 1871).